# شعله (فیلم ۱۹۷۵)
شعله (به هندی: शोले، به اردو: شعلے) فیلمی اکشن ماجرایی هندی محصول سال ۱۹۷۵ به کارگردانی رامش سیپی است. این فیلم از بزرگ‌ترین فیلم‌های تاریخ سینمای هند محسوب می‌شود. در جشنی که به مناسبت یک‌صدسالگی سینمای بالیوود برگزار شد، به‌عنوان برترین فیلم سینمایی هند در یک سده گذشته و در کل تاریخ سینمای هندوستان معرفی شد. بازیگران اصلی فیلم دارمندرا، آمیتاب باچان، سانجیو کومار و هما مالینی بودند. رامش سیپی کارگردان شعله با نیم‌نگاهی به هفت سامورایی که در این‌جا به دو نفر کاهش یافته‌اند، فیلمی بسیار پرتنش می‌سازد؛ با زمان تقریبی ۳ ساعت و ۴۰ دقیقه (قابل‌مقایسه با حماسهٔ ۳ ساعت و ۲۷ دقیقه‌ای لئونه: روزی روزگاری در آمریکا) که ریتمش هیچ‌گاه افت نمی‌کند.

## خلاصه داستان
این فیلم روایتگر کشمکش‌های تاکور که پلیس بازنشسته و جبارسینگ که یک خلافکار است، می‌باشد. جبارسینگ خانواده تاکور را به قتل رسانده و دستانش را قطع کرده است. تاکور که با این اتفاق ضربه سنگینی خورده است، قصد دارد از او انتقام سختی بگیرد. او برای دستیابی به این هدف، دو مرد شجاع و نترس را استخدام می‌کند …

## بازیگران
| شخصیت                                        | بازیگر         | صداپیشه                  |
| -------------------------------------------- | -------------- | ------------------------ |
| تاکور بالدوسینگ                              | سانجیو کومار   | ابوالحسن تهامی‌نژاد       |
| جی (جی دو)                                   | آمیتاب باچان   | بهروز به نژاد            |
| ویرو (دوست صمیمی جی دو)                      | دارمندرا       | چنگیز جلیلوند            |
| جبار سینگ (راهزن مشهور)                      | امجد خان       | اکبر زنجانپور            |
| رادا (عروس تاکور بالدوسینگ)                  | جایا باچان     | فرزانه تأئیدی            |
| بسنتی (درشکه‌چی)                              | هما مالینی     | مهین نثری معصومه تقی پور |
| آقا میرزا (رحیم چاچا یا اِ. مام در نسخه اصلی) | ای. کی. هانگال | خسرو شکیبایی             |

## پایان فیلم
برای این فیلم دو پایان وجود دارد. در نخستین پایان، جبار سینگ به دست عدالت سپرده می‌شود؛ اما در نسخهٔ دوم، جبار سینگ به دست تاکور کشته می‌شود. این تفاوت به دلیل اِعمال نظر ادارهٔ سانسور در هند در زمان نمایش فیلم است. نسخهٔ اصلی و بی‌سانسور در سال ۱۹۹۰ در دسترس عموم قرار گرفت.

## از سینمای تجاری تا مایه‌های اجتماعی و فرهنگی
راجیندر دودرا استاد سینمای بالیوود در دانشگاه منچستر انگلستان با اشاره به سالهای حاکمیت وضعیت اضطراری در هند با تصمیم ایندیرا گاندیِ نخست‌وزیر، بر این باور است که زمینه‌های داستان این فیلم مانند نظم، قانون، دادگری و خونخواهی بازتاب دهنده دلمشغولی‌های جامعه هند در سالهای ۱۹۴۵ تا ۱۹۷۷ است. او دربارهٔ مایه‌های اجتماعی فیلم می‌گوید رابطه ویرو و معشوقش بَسَنتی (با بازی هما مالینی) از محیط سنتی خانواده دور می‌شود و در محیطی به دور از سنت‌های حاکم شکوفا می‌شود که در حقیقت نماد یک آرمانشهر برای عشاق جوان است.
و یا تاکور که شخصیت اصلی داستان و نماد قانون است در شکل‌گیری یک رابطه عاشقانه بین عروس بیوه خود با مجرمی مثل جی نقشی فعال ایفا می‌کند چون می‌داند در چنین رابطه‌ای عروسش خوشبخت خواهد شد.
فیلم شعله در عین حال در قالب داستانی و تخیلی جلوه‌هایی از فمینیسم را نیز به نمایش می‌گذارد. برای نمونه بسنتی یک زن جوان و بی پرواست که روی پای خود می‌ایستد
و در انجام کارهای مردانه همچون اسب سواری یا رانندگی تاکسی تواناست و در صحنه‌هایی مانند رقصیدن روی خرده‌شیشه برای رهانیدن معشوق خود، ثابت می‌کند که نترس و سرسخت است.

## آهنگ
چند آهنگ در این فیلم وجود دارد که عنوان یا متن آن‌ها واژگانی فارسی مانند دوستی، جان، عشق، درمان، یار، محبوبه و دل هم دارد.

### تا زمانی که زندگی وجود داشته باشد (تا زمانی که زنده ام)
عنوان هندی:جب تک هی جان
تا زمانی که جان دارم ای دوست داشتنی ام
عشق هرگز نمی‌میرد از مرگ هم نمی‌ترسد
ما تاراج می‌شویم، تباه می‌شویم، خواهیم مرد اما داستان ما زنده خواهد ماند
چه باکی اگر پای من بشکند؟ چه باکی اگر پاهایم زحمی شوند؟
پس دل داده‌ام، دل برده‌ام، محبت کرده‌ام من امتحان عشق را داده‌ام
چشم‌هایم را نمی‌بندم زبانم متوقف نمی‌شود
من خواهم گفت، غم و اندوه را تحمل خواهم کرد، چرا سکوت کنم؟ ناتوان هستم اما بی زبان نیستم